# Friedrich August Benjamin Puchelt
Friedrich August Benjamin Puchelt (Bornsdorf, 27 aprile 1784 – Heidelberg, 2 giugno 1845) è stato un patologo tedesco.

## Biografia
Dal 1804 al 1808, studiò medicina presso l'Università di Lipsia, dove dal 1815 fu professore associato di patologia e terapia. Nel 1820 ottenne la cattedra a Heidelberg. nel 1824 fu professore di patologia e direttore del suo policlinico. Nello stesso anno fu nominato consigliere di corte del Granducato di Baden. Servì come rettore universitario a Heidelberg in due tempi separati: 1838 - 1839 e il 1850 - 1851.

## Opere
- Das Venensystem in seinen krankhaften Verhältnissen, Leipzig 1818.
- Über die Homöopathie, Berlin 1820.
- Beiträge zur Medicin als Wissenschaft und Kunst, Leipzig 1823.
- Das System der Medicin in Umrissen dargestellt, 5 volumo, Heidelberg 1826-35.
- Die Hautkrankheiten in tabellarischer Form, Heidelberg 1836.[1]